# Kommunitarismus
Unter Kommunitarismus (lat. communitas ‚Gemeinschaft‘) versteht man eine politische Philosophie, die die Verantwortung des Individuums gegenüber seiner Umgebung und die soziale Rolle der Familie betont.  Kommunitarismus entwickelte sich um 1980 als kritische Reaktion auf die Philosophie von John Rawls in den Vereinigten Staaten. Als Hauptvertreter gelten unter anderem Alasdair MacIntyre, Michael Walzer, Benjamin R. Barber, Charles Taylor, Michael Sandel und Amitai Etzioni.

## Grundlagen
Die Debatte zwischen Liberalen und Kommunitaristen war der wichtigste Diskurs der 1970er und 1980er Jahre der anglo-amerikanischen politischen Theorie. 1982 erschien Michael Sandels Buch Liberalism and the Limits of Justice. Darin setzt sich Sandel kritisch mit einem wichtigen Werk der politischen Theorie im 20. Jahrhundert auseinander, der Theorie der Gerechtigkeit von John Rawls aus dem Jahr 1971.
In seinem Werk versucht Rawls aus liberaler Sicht, universell gültige Gerechtigkeitsgrundsätze zu formulieren und ihre Geltung mittels der Theorie des Gesellschaftsvertrages – die auf der individuellen Vernunft freier und gleicher Menschen sowie der allgemeinen Zustimmungsfähigkeit basiert – zu begründen.
Die Kommunitaristen sind hier gegenteiliger Auffassung; ihre Annahme lautet: Nur ein in eine sprachlich, ethnisch, kulturell, religiös oder anders definierte Gemeinschaft eingebetteter Mensch ist in der Lage, über die Grundsätze der Gerechtigkeit zu befinden. In der Gemeinschaft herrschen bestimmte, gemeinsam geteilte Wert- und Moralvorstellungen sowie Traditionen vor. Nur auf der Basis dieser gemeinsamen Wertvorstellungen, vor allem auf der Grundlage einer gemeinschaftlichen Konzeption des Guten, könne sinnvoll über die Grundsätze der Gerechtigkeit verhandelt werden.
Kommunitaristen betonen zwar die Abhängigkeit des Einzelnen von der Gemeinschaft, was in scharfem Gegensatz zu bestimmten liberalen Anschauungen steht, die den Menschen als ein unabhängiges Individuum betrachten. Dies schließt aber seine Individualität und sein unabhängiges sowie vernünftig begründetes Urteilen nicht aus. Besser wäre es demnach, den Menschen als soziales Individuum zu betrachten. Besonders Sandel, Charles Taylor und Alasdair MacIntyre haben dies herausgearbeitet.
Der Kommunitarismus befürwortet die freie Entfaltung des Einzelnen, solange sie sozial verträglich ist. Im Liberalismus hingegen wird die freie Entfaltung des Individuums oft als wichtiger angesehen – sie soll nur aus sehr wichtigen Gründen eingeschränkt werden.

## Kritik am Liberalismus
„Der Kommunitarismus diagnostiziert im Sinne der Postmoderne eine Krise moderner Gesellschaften (Entsolidarisierung; Werteverfall; Legitimitäts-, Identitäts- und Sinnkrise), als deren Ursache er einen radikalen, von der Ideologie des Neoliberalismus geförderten Individualismus ausmacht, um im Gegenzug die notwendige Rückbesinnung auf Bedeutung und Wert von Gemeinschaft (community) zu fordern.“
Der Kommunitarismus begreift den Menschen als soziales Wesen, dessen Leben notwendig von Kultur und Tradition seines Gemeinwesens geprägt ist und das die Arbeit nach Maßgabe des Gemeinwohls gestaltet. Der Liberalismus gilt unter den Kommunitaristen als selbstzerstörerisch. Die ökonomische Nutzenmaximierung, die Selbstverwirklichung und eine Überbetonung des Individuellen, welches auf Kosten des Gemeinwohls geht, seien kennzeichnend für den Liberalismus. Dem Liberalismus wird deshalb vorgeworfen, dass er dadurch die gemeinschaftlichen Grundlagen seiner eigenen Kultur untergrabe. Diese hätten wiederum aber erst Demokratie und Freiheit ermöglicht.
Die Kommunitaristen sehen im Liberalismus und der damit verbundenen „atomisierten Gesellschaft“ die Gefahr, dass der Markt die Macht übernimmt und regiert.
Demgegenüber verfolgen die Kommunitaristen eine gemeinwohlorientierte Politik. Hierfür fordern sie mehr bürgerliches Engagement, die Stärkung der Zivilgesellschaft und die Rückbesinnung auf Bürgertugenden des Republikanismus. Als Mittel zum Erreichen dieser Ziele sehen sie hierbei zum Beispiel die Dezentralisierung staatlicher Aufgaben an. Dies soll lokale Gemeinschaften, die direkte Demokratie und eine stärkere politische Bildung fördern.

## Vorschläge des Kommunitarismus
Den Ursprung der voranschreitenden Individualisierung sehen die Kommunitaristen in dem im 20. Jahrhundert einsetzenden Industriekapitalismus. Waren im 18. und 19. Jahrhundert individuelle Rechte noch in ein Geflecht von Familie, Gemeinde und Glaubensgemeinschaft eingebunden, so wurde im Zuge des Industriekapitalismus die gesellschaftliche Balance zugunsten der ökonomischen Nutzenmaximierung verschoben. Beschränkungen aufgrund der Moral und der Religion verloren immer stärker an Bedeutung. Die Folge war, dass sich die Menschen immer mehr in die Privatheit zurückzogen und ziviles Engagement zu einem großen Teil verloren ging. Gleichzeitig etablierte sich ein Wohlfahrtsstaat, der die Eigeninitiative der Bürger angeblich stark einschränkte.
Robert N. Bellah sieht demnach zwei Strategien, um dieser Entwicklung – hier in der amerikanischen Gesellschaft – entgegenzuwirken. Zum einen sollen alte Gemeinschaftsformen revitalisiert werden. Um dies zu erreichen, will er auf Traditionen, Gewohnheiten und religiöse und bürgerliche Gemeinschaften zurückgreifen. Er argumentiert, dass diese so genannten „social habits“ das gemeinschaftliche Handeln in den USA lange Zeit geprägt haben.
Zum Zweiten geht es Bellah um die Schaffung neuer Gemeinschaftsformen. So vertritt Bellah die Meinung, wenn alte Gemeinschaftsformen zerstört wurden und nicht wiederbelebt werden können, müssen neue Gemeinschaftsformen geschaffen werden. Aus nachbarschaftlichen Strukturen und zwischenmenschlichen Freundschaften sollen neue Gemeinschaftsstrukturen entstehen. Das angestrebte Ziel Bellahs ist die Wiederherstellung einer „guten Gesellschaft“. In dieser „guten Gesellschaft“ halten sich Individualismus und Gemeinschaftssinn die Waage.
Den Ansichten Bellahs ähnlich ist jene philosophische Spielart des amerikanischen Kommunitarismus, welche „vor allem die vermeintlich atomisierte Schlagseite des Individualismusbegriffs kritisiert“. Sie argumentierte, dass sich das „moderne liberale Selbst nur in einem gesellschaftlichen Zusammenhang entwickeln kann“.
Das „Gute“ vor dem Richtigen ist demnach ein Leitgedanke der Kommunitaristen. Das „Gute“ beschreibt die gemeinsam geteilten Vorstellungen und Werte einer Gemeinschaft. Weiter wird jede Philosophie kritisiert, die das Individuum einzig als Träger von Rechten sieht. Die Begründung lautet, „dass Rechte nur in sozialer Praxis ihre Verankerung finden“.
Den Kommunitaristen geht es vor allem darum, in der Gesellschaft (wieder) ein Gleichgewicht herzustellen. Das Ziel ist eine aktive Gesellschaft von freien und gleichen Bürgern. Soziale Gerechtigkeit und gemeinschaftsbezogene Verantwortung spielen hierbei eine wesentliche Rolle. Für das Erreichen einer „guten Gesellschaft“ ist die Abkehr vom Etatismus, also die Abkehr vom Dienstleistungs- und Wohlfahrtsstaat, notwendig. Nach Ansicht der Kommunitaristen fördert der Etatismus, dass soziales und wirtschaftliches Engagement abnehmen beziehungsweise abgebaut werden. Weiter fördert das administrativ-bürokratische System den Abbau von mit- und zwischenmenschlichen Tugenden.
Der Kommunitarismus fordert allerdings nicht die Entstaatlichung sämtlicher Bereiche. Ihm geht es vor allem darum, den Bürger anzuhalten, auf alte Traditionen zurückzugreifen. Damit ist zum Beispiel Selbsthilfe gemeint, also die Hilfe von Familie, Nachbarschaft und Gemeinde. Nicht der Staat mit seinem Wohlfahrtsangebot soll helfen, sondern die „Selbstheilungskräfte der vielfältigen Gemeinschaften und Assoziationen der Bürger“. „Was in der Familie getan werden kann, sollte nicht einer intermediären Gruppe übertragen werden. Was auf lokaler Ebene getan werden kann, sollte nicht an den Staat oder die Bundesebene delegiert werden“.
Der Kommunitarismus zielt also auf den Mittelweg oder ein Zwischenglied ab. So sollen zwischen Staat und Individuum Gemeinschaften, Vereinigungen und Assoziationen als Zwischenglied fungieren. Dieses Zwischenglied ist Grundlage für eine aktive Bürgergesellschaft. Das Zwischenglied verbindet soziale und moralische Grundlagen und stellt sie bereit. Der Einzelne bekommt dadurch Rückhalt und ist sozial „abgesichert“.
Ein weiterer Leitgedanke der Kommunitaristen ist, dass jedes Mitglied in einer Gemeinschaft allen in dieser Gemeinschaft etwas schuldet und umgekehrt. So ist es nicht verwunderlich, dass der Kommunitarismus ein Gleichgewicht zwischen individuellen Rechten und sozialen Pflichten propagiert. Soziale Gerechtigkeit ist für die Kommunitaristen eine Tugend und begründet sich durch den einfachen Spruch „keiner von uns ist eine Insel“.
Die kommunitaristische Theorie vernachlässigt die vollständige Hilfestellung des Staates und priorisiert stattdessen die Hilfe zur Selbsthilfe anhand einer ausgeprägten Selbstorganisation der Bürger untereinander. Zur Realisierung dieses Zieles schlagen die Theoretiker des Kommunitarismus vor, die Bürger in Kindergärten, Schulen und Universitäten auf die Selbstorganisation vorzubereiten. Abschließend lässt sich festhalten: Der Kommunitarismus will die Vorstellung vermitteln, „dass ein politisches Gemeinwesen letztlich vom Engagement seiner Bürger für die öffentlichen Angelegenheiten getragen wird“.

### Formen von Kommunitarismus

#### Religiöse Gegenkultur
Unter „communitarians“ wurden in den USA vor allem religiöse Gruppen, militaristische Sekten und Gemeinden verstanden, die Anfang des 19. Jahrhunderts so genannte „Exklaven der Differenz“ bildeten. Als Beispiel wäre hier die Oneida-Kommune von John H. Noyes zu nennen. Kommunitäre Strömungen flossen auch später in die Bewegung des amerikanischen Evangelikalismus ein.
In heutiger Zeit finden sich deren ideologische Nachfolger etwa in der New-Age-Bewegung wieder beziehungsweise in Gründungen von neureligiösen Gruppen wie der Neo-Sannyas-Bewegung durch den Inder Osho, der im Westen auch als „Bhagwan“ bekannt wurde.

#### Republikanismus
Der Republikanismus greift in seiner Theorie auf die Vorstellungen der griechischen Polis und der römischen Republik zurück. Die griechische Polis und das republikanische Rom zeichneten sich durch ein freies, dem Gemeinwohl verpflichtetes Gemeinwesen aus, das im Wesentlichen auf Bürgertugend und Patriotismus gründete.
Der Republikanismus ist durch zwei Traditionslinien geprägt: zum einen in der kontinentaleuropäischen Tradition mit der identitären Demokratie Rousseaus, zum anderen als angelsächsischer oder atlantischer Republikanismus.
Der kontinentaleuropäische Republikanismus ist für die Gründung und die Geschichte der USA von Bedeutung.
Der Republikanismus legt heute vor allem Wert darauf, das Gemeinwohl höher zu stellen als die Privatinteressen. Durch politische Bildung soll die Partizipation der Bürger an politischen Entscheidungen gesteigert und das Engagement für soziale Belange geweckt werden.
In den USA erlebt der Republikanismus in der jüngsten Zeit eine Renaissance. Jedoch wird dieser neue Republikanismus nicht nur auf die Ideengeschichte beschränkt. In verschiedenen neueren Arbeiten zur Demokratietheorie wird deutlich, dass „republikanische“, kommunalistische und basisdemokratische Akzente verstärkt an Bedeutung gewinnen.
„Die Partizipation der Bürger am politischen Prozess soll den republikanischen Gemeinsinn festigen (oder stiften) – die Teilhabe an einer gemeinsamen kulturellen Tradition soll Partizipation befördern (oder erst ermöglichen)“. Michael Sandels Idee vom Republikanismus orientiert sich hingegen stärker an moralisch-politischen Grundwerten des Gemeinwesens und an Vorstellungen des „guten Lebens“.
Am neuen Republikanismus wird kritisiert, dass z. B. Minderheitsrechte vom Konsens der Mehrheit gefährdet sein können. Ein weiterer Kritikpunkt ist, dass die öffentliche politische Bildung die Gefahr in sich bergen könne, eine „Erziehungsdiktatur“ zu werden.

#### Kommunitarismus in den Sozialwissenschaften
In den Sozialwissenschaften hat sich der Kommunitarismus vor allem aus der Kritik an der „Theorie der Gerechtigkeit“ John Rawls’ und an der „Rational Choice Theory“ entwickelt. Beiden Theorien ist zunächst gemeinsam, dass sich der Mensch als handelnde Person von seinem sozio-kulturellen Hintergrund lösen muss. Bei John Rawls’ Theorie dient das als Voraussetzung, um generalisierbare Annahmen über eine gerechte Gesellschaft zu äußern. Der „Rational Choice Theory“ zufolge ist hierdurch erst eine rationale Wahl möglich. Die rationale Wahl wird nur nach dem „Vorteilsgedanken“ getroffen, das Ziel ist die „Gewinnmaximierung“.
Die Gefahr wäre hierbei, dass Individuen hauptsächlich interessengebundenen Gemeinschaften beitreten würden, die sich gerade aus ihrem interessengebundenen Handeln ergeben. Im Gegenzug könnten aber keine sozialen Verpflichtungen gegenüber den Gemeinschaften entwickelt werden, in die das Individuum hineingeboren wurde, also zum Beispiel Familie, Nachbarschaft, Ethnie oder die Nation.
Die Sozialwissenschaften bemühen sich heute unter Berücksichtigung der kommunitarischen Idee, die „formal ausdifferenzierten Systemrationalitäten moderner Gesellschaften (…) mit ihrem institutionellen und kulturellen Kontext zu verbinden, aus diesem zu verstehen und von diesem Kontext her zu kritisieren“.

#### Kommunitarismus als soziale Bewegung
In den USA tritt der Kommunitarismus auch als soziale Bewegung auf. Sie fordert auf praktischem Weg die „Domestizierung (Entschärfung) des Egoismusprinzips in Wirtschaft und Gesellschaft“. Dieser Kampf soll „durch eine neu zu begründende öffentliche Moral und die Stärkung lokaler Gemeinschaftsbildung“ unterstützt werden.
Der Kommunitarismus als soziale Bewegung setzt sich für eine alternative politische Ordnungskonzeption ein. Er fungiert als Mittelweg zwischen Laissez-faire-Liberalismus und etatistischem Sozialismus.
In Deutschland hat sich vor allem Axel Honneth mit dem Kommunitarismus auseinandergesetzt. Auch Richard David Precht beruft sich in seinen Überlegungen zur Transformation von Politik und Wirtschaft und zur Eindämmung des Egoismus-Prinzips auf den Kommunitarismus.

## Vorläufer
Der Kommunitarismus steht in der Tradition des Republikanismus, der den Schwerpunkt jedoch nicht auf die Gemeinschaft, sondern auf die politische Mitbestimmung legt.
Auffällig ist die Nähe zu den Analysen von Ferdinand Tönnies (Gemeinschaft und Gesellschaft, 1887). Während Ferdinand Tönnies jedoch eine unausweichliche Entwicklung von der Gemeinschaft (community) zur Gesellschaft (society) ausmachte (Geist der Neuzeit, 1935), gehen moderne Kommunitaristen wie z. B. Amitai Etzioni von einer gegensätzlichen Entwicklung aus (mehr Gemeinschaft, weniger Gesellschaft) und halten es für wünschenswert, dass die Bedürfnisse von Gesellschaft und Gemeinschaft neu austariert werden.

## Vertreter
Denker, die dem Kommunitarismus zugerechnet werden, auch wenn sie sich eventuell – wie z. B. Alasdair MacIntyre und Charles Taylor – nicht als Kommunitaristen bezeichnen, sind u. a.
- Benjamin Barber
- Robert N. Bellah
- Amitai Etzioni
- Alasdair MacIntyre
- Robert Putnam
- Michael Sandel
- Charles Taylor
- Michael Walzer

## Kommunitarismus als politischer Kampfbegriff in Frankreich
In der politischen Debatte in Frankreich bezeichnet das Wort communautarisme nicht den Kommunitarismus als politische Philosophie, sondern eine politische Einstellung, die die Rechte einer sprachlichen (Korsen, Bretonen, Elsässer, Katalanen, Basken), ethnischen (Schwarze, Maghrebiner) oder religiösen (Katholiken, Juden, Muslime) Gemeinschaft (communauté) gegenüber der Nation und den Staatsbürgern als Ganzes hervorhebt. Dazu zählen Forderungen nach staatlicher Förderung der Minderheitensprachen wie Korsisch, Katalanisch oder Bretonisch oder das Verlangen, muslimischen Schülerinnen und Lehrerinnen das Tragen von Kopftüchern an öffentlichen Schulen zu gestatten. Dies ist in der französischen politischen Kultur des universalisme républicain, die in der jakobinischen Tradition die nationale Souveränität, die Unteilbarkeit der Republik und die Trennung von Staat und Kirche (Laizismus) betont sowie die Assimilation von Einwanderern an die Nationalkultur forderte, negativ besetzt. Diese Tradition wird vor allem von gaullistischen Parteien wie der UMP, aber auch von linken Parteien hochgehalten.
Daher wird der Begriff communautarisme vor allem von seinen Gegnern verwendet, um politische Meinungen und Forderungen abzuwerten. So stellt Pierre-André Taguieff fest: „Der Kommunitarismus ist vor allem ein Wort, das im französischen politischen Diskurs seit einigen Jahrzehnten gewöhnlich als Operator der Delegitimierung funktioniert... Der Kommunitarismus wird von seinen Kritikern als ein gesellschaftspolitisches Konzept definiert, das bezweckt, die Mitglieder einer bestimmten Gruppe den Normen zu unterwerfen, die als charakteristisch für diese Gruppe oder Gemeinschaft angesehen werden, kurz: die Meinungen, religiösen Überzeugungen und Verhaltensweisen jener zu kontrollieren, die im Prinzip dieser Gemeinschaft angehören.“
Die Verwendung des Begriffs communautarisme als Schimpfwort und Bezeichnung für alle, die sich nicht vollkommen der laizistischen Leitkultur der französischen Republik unterstellen, wird auch von nicht-religiösen Gegnern der laizistischen Ideologie kritisiert. Er sei Ausdruck der illiberalen politischen Forderung nach mehr Uniformität der Gesellschaft.

## Kommunitarismus in der Parteienforschung
In der Parteienforschung wird der Begriff als Gegensatz zum Kosmopolitismus verwendet. Diese beiden Begriffe bilden die Pole einer Konfliktlinie (Cleavage-Theorie), in der es laut Wolfgang Merkel um die Frage geht, wie offen oder geschlossen die Grenzen des Nationalstaats sein sollen. Es geht hierbei um die Durchlässigkeit der Grenzen für „Güter, Dienstleistungen, Kapital, Arbeitskräfte, Flüchtlinge, Menschenrechte“ sowie um die Frage der Übertragung nationalstaatlicher Kompetenzen an eine supranationale Organisation wie die EU. Kommunitaristen (im hier verwendeten, nicht im philosophischen oder politiktheoretischen Sinn) lehnen die offenen Grenzen ab, betonen die politische Souveränität der Nationalstaaten, in denen eine kulturell definierte, möglichst ethnisch homogene Gemeinschaft lebt, weshalb die Grenzen vor Immigration geschützt werden sollten. Sie stehen zudem der Globalisierung kritisch gegenüber und vertreten protektionistische Standpunkte zum Schutz des Sozial- und Wohlfahrtsstaats.